# Orchestre Philharmonique de Monte-Carlo
L'Orchestre Philharmonique de Monte-Carlo è l'orchestra principale del principato di Monaco. L'orchestra tiene concerti in primo luogo presso l'Auditorium Rainier III, ma si esibisce anche alla Salle des Princes del Grimaldi Forum.

## Storia
L'orchestra fu fondata nel 1856 e diede il suo primo concerto il 14 dicembre 1856, con un gruppo di 15 musicisti, presso la "Maison de jeux" (il futuro casinò), sotto la direzione di Alexandre Hermann. Nel 1874 l'orchestra era aumentata di dimensioni a 70 musicisti, in particolare durante la guida di Eusèbe Lucas. Nel 1953 il Principe Ranieri III di Monaco aveva ordinato la ridenominazione del complesso a L'Orchestre National de l'Opéra de Monte-Carlo. L'orchestra ha acquisito il suo nome attuale nel 1980, ancora una volta attraverso Ranieri.
I principali direttori dell'orchestra in passato comprendono Paul Paray, Louis Frémaux, Igor Markevitch, Lovro von Matačić, Lawrence Foster, Gianluigi Gelmetti, James DePreist, Marek Janowski, e Jakov Krejcberg. Krejcberg aveva originariamente firmato un contratto di 5 anni, ma il suo mandato fu troncato dalla sua morte, nel marzo 2011. Nel marzo 2012 l'orchestra e il suo presidente, la principessa Carolina di Monaco, annunciarono il ritorno di Gelmetti all'orchestra come direttore di riferimento per tenere ad interim la direzione artistica dell'orchestra. Nel gennaio 2013 l'orchestra ha formalizzato pienamente la rinomina di Gelmetti come suo direttore artistico e direttore musicale. Gelmetti ha concluso il suo secondo mandato a Monte Carlo dopo la stagione 2015-2016 e ha assunto il titolo di direttore onorario.
Kazuki Yamada diresse per primo come ospite l'orchestra nel 2011. Nell'autunno del 2013 è diventato direttore ospite principale dell'orchestra. Nel mese di aprile 2015 l'orchestra ha annunciato la nomina di Yamada come suo prossimo direttore principale e direttore artistico, efficace settembre 2016, con un contratto iniziale di 3 anni.

## Direttori Principali
- Alexandre Hermann
- Carlo Allegri (1860–1861)
- Eusèbe Lucas (1861–1871)
- Arthur Steck (1885–1894)
- Léon Jehin (1894–1928)
- Paul Paray (1928–1933)
- Henri Tomasi (1946–1947)
- Louis Frémaux (1956–1965)
- Claudio Scimone (1965–1967)
- Igor Markevitch (1967–1972)
- Lovro von Matačić (1972–1979)
- Lawrence Foster (1980–1990)
- Gianluigi Gelmetti (1990–1991)
- James DePreist (1994–1998)
- Marek Janowski (2000–2006)
- Jakov Krejcberg (2009–2011)
- Gianluigi Gelmetti (2013–2016)
- Kazuki Yamada (2016–present)

## Discografia scelta
- Fantasies, Rhapsodies and Daydreams. Lavori di Camille Saint-Saëns, Maurice Ravel, Ralph Vaughan Williams, Pablo de Sarasate, Jules Massenet. Arabella Steinbacher, Lawrence Foster, Orchestre Philharmonique de Monte-Carlo. Pentatone PTC 5186536 (2016).